# Basziliszkosz bizánci császár
Basziliszkosz (görög Βασιλίσκος, latin Flavius Basiliscus, ? – 476 vagy 477; uralkodott 475. január 9. – 476 augusztusa) Zénón bizánci uralkodó ellencsászára, I. León császár sógora, Aelia Verina császárné fivére volt. Feleségét Zenonisnak, közös fiukat Marcusnak nevezték. Ez utóbbit rövid uralkodása alatt társcsászárává tette.

## Karrier
A feltehetően balkáni barbár származású Flavius Basziliszkosz sógora uralkodása alatt katonai karriert futott be, és 465-ben consuli rangra emelkedett. Elsősorban a balkáni hadszíntérért felelt, de 468-ban ő vezette a kudarcba fulladt expedíciót a Vandál Királyság ellen. A vereség nagyrészt az ő tehetetlenségének – és talán megvesztegetésének – volt köszönhető. A katasztrofális kudarc után egy időre visszavonult a politikától, és a trákiai Heraclea városában telepedett le. 471-ben részt vett az alán származású főparancsnok, Aspar és családja elleni összeesküvésben.

## Uralkodása
Miután 474-ben Zénón került a trónra, Basziliszkosz és Verina szervezkedni kezdett ellene unokaöccsük, Armatus, valamint a gót Theoderich Strabo és az izauri Illus hadvezérek részvételével. 475. január 9-én császárrá kiáltották ki, Zénón pedig szülőföldjén, a kis-ázsiai Izauriában keresett menedéket.
Basziliszkosz gyorsan elvesztette kezdeti támogatottságát. Testvérének szeretőjét, Patricius magister officiorumot kivégeztette (Verina ugyanis állítólag őt akarta a trónra tenni). Nővére mellett hamarosan Armatus és Illus is átállt Zénón oldalára. Az egyházat és a konstantinápolyi lakosságot is sikerült elidegenítenie ügyétől, amikor 475-ben kiadott egy enciklikát adott ki, amelyben elítélte a khalkédóni zsinat határozatait. Helyzetét csak súlyosbította, hogy a fővárosban súlyos tűzvész pusztított uralkodása alatt.
Augusztus végén Zénón harc nélkül vonult be Konstantinápolyba. Basziliszkosz és családja egy templomban keresett menedéket, és csak akkor voltak hajlandóak előjönni, amikor Zénón megígérte, hogy nem ontja vérüket. Ez így is történt: a bitorlót, feleségét és fiát a kappadókiai Limnae-be száműzték, és halálra éheztették.